# Allium karistanum
Allium karistanum — вид рослин з родини амарилісових (Amaryllidaceae); ендемік Греції.

## Опис
Цибулини скупчені, яйцюваті, 20–25 × 10–13 мм, вкриті коричневими оболонками. Стеблина поодинока, (5)7–10 см заввишки, гладка. Листків 4–5, 2–2.5 см завдовжки. Суцвіття еліпсоїдне, малоквіткове. Оцвітина циліндрично-урноподібна. Листочки оцвітини біло-рожеві пурпурно ребристі, зовнішні — ланцетоподібні, тупі, внутрішні — вузько довгасті, загострені. Пиляки біло-жовті. Коробочка триклапанна, еліпсоїдна, 4.5 × 3 мм. 2n=16

## Поширення
Ендемік Греції.
Зростає на скелястому узбережжі острова Евбея.